# MAT-49
A MAT-49 é uma submetralhadora que foi desenvolvida pela fábrica de armas francesa Manufacture Nationale d'Armes de Tulle (MAT) para ser usada pelo Exército Francês, iniciando sua produção em 1949.

## Desenvolvimento
Em 1949, após avaliar vários protótipos (incluindo um projeto dobrável da Hotchkiss), a fábrica francesa MAT iniciou a produção da submetralhadora MAT-49 de 9 mm. A MAT-49 usava um processo de estampagem de máquinas que permitia a produção econômica de um grande número de submetralhadoras, então exigidas com urgência pelo governo francês para uso pelo Exército, Legião Estrangeira Francesa, bem como forças aerotransportadas e coloniais para atender à necessidade de uma arma compacta.
A produção continuou em Tulle até meados da década de 1960, depois mudou para a fábrica da Manufacture d'armes de Saint-Étienne (MAS), onde a arma foi produzida até 1973. Em 1979, as forças armadas francesas adotaram o fuzil de assalto FAMAS de 5,56×45mm NATO, e a MAT-49 foi gradualmente retirada de serviço.

## Uso
A MAT-49 teve amplo uso em combate durante a Primeira Guerra da Indochina e a Guerra da Argélia, bem como a Crise de Suez de 1956. A arma encontrou aceitação considerável entre as tropas aerotransportadas e mecanizadas, que a valorizavam por sua simplicidade, robustez, poder de fogo e tamanho compacto.
Depois que as forças francesas deixaram a Indochina, o Exército do Povo do Vietnã e o Viet Minh converteram muitas MAT-49 capturadas para o cartucho de pistola soviético 7,62×25mm Tokarev, então disponível em grandes quantidades na União Soviética e na República Popular da China. Essas versões convertidas podiam ser distinguidas por um cano mais longo e uma cadência de tiro maior de 900 tiros por minuto.
O Vietnã do Norte forneceu secretamente submetralhadoras MAT-49 para grupos de ocupação anti-franceses durante a Guerra da Argélia, depois que os franceses deixaram a Indochina.

## Visão geral
A MAT-49 tinha uma coronha de arame curta e retrátil, que quando estendida dava à arma um comprimento de 720 mm, e o alojamento do carregador e o carregador podiam ser dobrados para frente paralelamente ao cano para salto de paraquedas ou com um ângulo de 45°, permitindo assim um transporte seguro até que o alojamento do carregador seja colocado de volta na posição vertical antes de abrir fogo. O comprimento do cano é de 230 mm, sendo a MAT-49/54 fabricada com canos estendidos e coronha de madeira não retrátil. Conforme emitida, a MAT-49 dispara o cartucho 9×19mm Parabellum, usando um carregador de coluna única de 20 tiros para uso no deserto ou 32 tiros semelhante ao carregador da Sten.
A MAT-49 é operada por blowback e alimentada por carregador tipo cofre, com uma cadência de tiro de 600 tiros por minuto em modo automático. A MAT 49/54, uma MAT-49 modificada fabricada para as forças policiais, tinha dois gatilhos, permitindo o uso de tiro automático ou tiro único, mas a maioria foi fabricada apenas como automática. Sem o carregador, a MAT-49 pesa cerca de 3,5 kg, o que é pesado para uma submetralhadora. A arma incorpora uma trava de segurança localizada na parte traseira do punho de pistola. A alça de mira é rebatível e em forma de L, e marcada para um alcance de 50 e 100 metros. A produção cessou antes da introdução do fuzil de assalto FAMAS em 1979.

## Variantes
- MAS-48 — variante do protótipo.
- MAT-49 — variante principal.
- MAT-49/54 — variante gendarme com cano estendido e coronha de madeira fixa.[4]
- MAT-49 silenciada — variante equipada com um silenciador
- MAT-49 M — variante modificada pelo Viet Minh, disparando o cartucho 7,62×25mm Tokarev. Tinha um cano mais longo, carregador modificado de 35 tiros e uma cadência de tiro mais alta (900 tiros por minuto). Distingue-se da versão 9mm por ter a letra "K" estampada na parte superior da tampa do receptáculo e na lateral dos carregadores compatíveis. Peças sobressalentes ainda eram produzidas no início da década de 1970, sendo a arma usada pelos vietcongues.[10]

MAT-49: lado esquerdo e direito; coronha retraída e carregador em posição segura
MAT-49/54

## Operadores
- Argélia[11]
- Barbados [12]
- Benim[11]
- Bolívia[11]
- Burkina Faso[11]
- Burundi[11]
- República Centro-Africana[11]
- Chade[11]
- Camarões[11]
- República do Congo[11]
- Costa do Marfim[11][13]
- Djibouti[11]
- Guiné Equatorial[11]

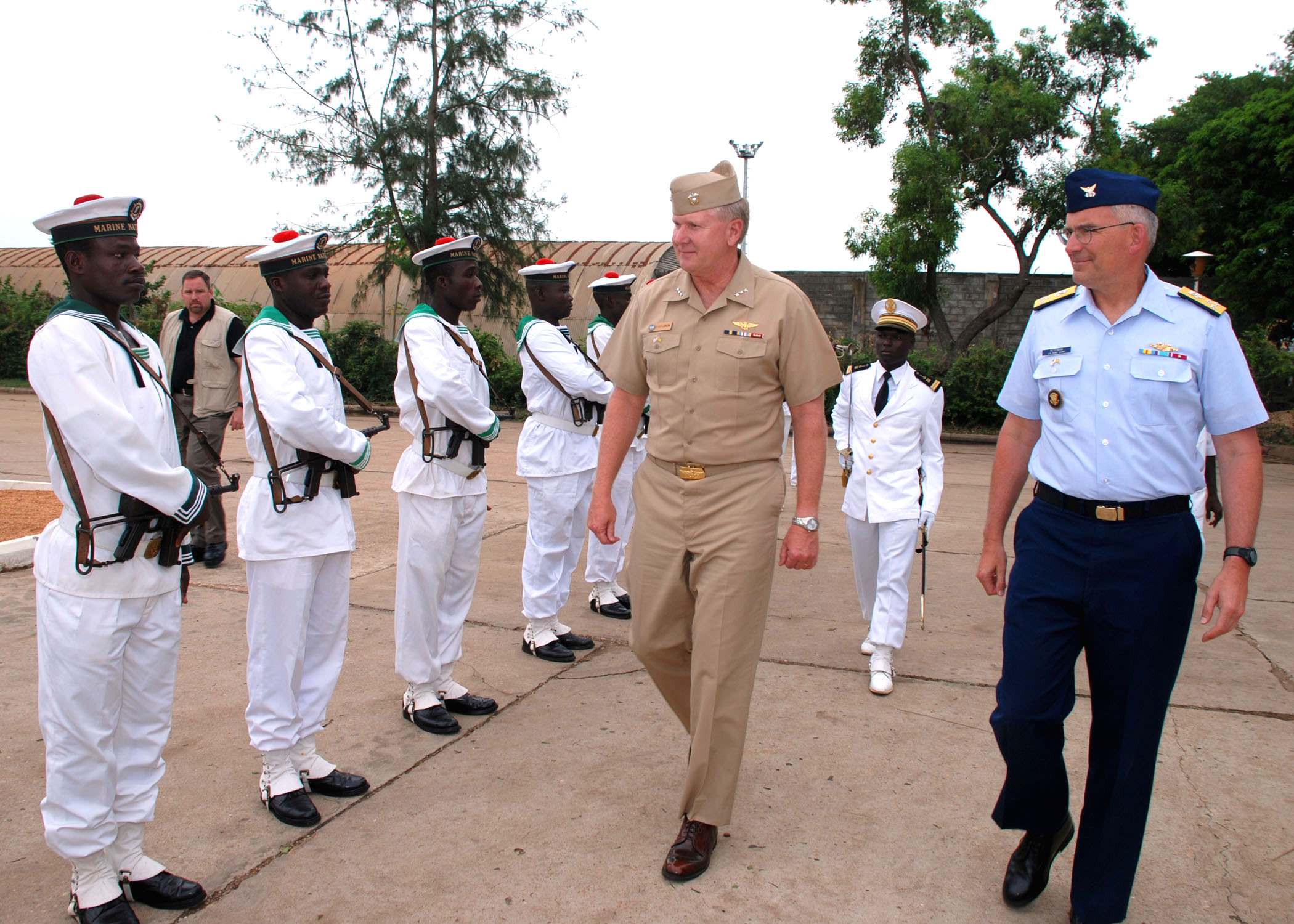
Marinheiros togoleses equipados com MAT-49 em 2007.

- França: Adotada pelo exército francês em 1949.[3] Também usada pela Gendarmaria Nacional.[3]
- Gabão[11]
- Guiné[11]
- Guiné-Bissau
- Irã: Usada em pequenos números pela Shahrbani.[14]
- Reino do Laos: Recebida do governo francês durante a Primeira Guerra da Indochina.[15]
- Laos[11]
- Líbano[11]
- Madagascar[11]
- Mali[11] - Forças Armadas e de Segurança do Mali
- Mauritânia[11]
- Marrocos[11]
- Níger[11]
- Senegal[11]
- Seicheles[11]
- Síria: usado pela polícia e forças especiais
- Turquia:[16] MAT-49 capturadas doadas aos guardas de aldeia.
- Togo[11]
- Tunísia[11]
- Vietnã: Usou MAT-49 9mm e 7,62mm.[10]

### Operadores não estatais
- Exército de Libertação Nacional da Líbia[17]
- Exército Africano de Libertação Nacional do Zimbábue[18]
- Viet Minh,[19] conhecida como Tuyn, do nome do fabricante (Tulle).[20]
- ETA: Produziu cópias não licenciadas de armas existentes numa oficina subterrânea em Mouguerre depois de ter sido invadida pela polícia.[21]
- República Árabe Saaraui Democrática[22]
- FRELIMO[23]
- Séléka[24]

## Na cultura popular
No jogo eletrônico Team Fortress 2, uma das classes jogáveis, Sniper, parece usar uma submetralhadora, fortemente inspirada no MAT-49, mas com miras grandes e sem coronha como uma de suas armas padrão.